# Michał (Dahulich)
Michał, imię świeckie Michael George Dahulich (ur. 29 sierpnia 1950 w Johnson City) – biskup Kościoła Prawosławnego w Ameryce.

## Życiorys
Urodził się w głęboko religijnej rodzinie prawosławnej. Szczególny wpływ na niego miała matka, która od dzieciństwa czytała mu Biblię i żywoty świętych. W wieku 14 lat, modląc się przed ikoną Matki Bożej, złożył prywatny ślub, iż w każdych okolicznościach będzie służył Kościołowi. W 1969 rozpoczął naukę w seminarium duchownym Chrystusa Zbawiciela w Johnstown. W 1972 ukończył studia w seminarium. W czasie nauki poznał Deborah Sandak, z którą ożenił się 21 stycznia 1973 w soborze Chrystusa Zbawiciela w Johnstown. 3 lutego 1973 przyjął święcenia diakońskie, zaś 4 lutego – kapłańskie w tej samej świątyni. Podlegał jurysdykcji Amerykańskiej Karpato-Rusińskiej Diecezji Patriarchatu Konstantynopolitańskiego.
18 lutego tego samego roku został wyznaczony na proboszcza placówki misyjnej Świętych Piotra i Pawła w Homer City. Dwa dni później jego żona zginęła w wypadku samochodowym, zaś on był przez trzy miesiące hospitalizowany. Do pracy duszpasterskiej wrócił w czerwcu tego samego roku. Kontynuował studia; uzyskał dyplom z filozofii w Saint Vincent College w Latrobe, następnie zaś tytuł magistra i doktora teologii na Uniwersytecie Duquesne w Pittsburghu.
Po ukończeniu studiów został wykładowcą etyki, homiletyki i Pisma Świętego w seminarium w Johnstown. Przez 13 lat był również kapłanem w Homer City, przyczyniając się do wzrostu liczby wiernych placówki misyjnej i uzyskania przez nią statusu parafii. Pracował również w piśmie The Orthodox Messenger. W 1985 został przeniesiony do parafii Ducha Świętego w Phoenixville, gdzie pracował przez kolejne 16 lat. Był również dziekanem dekanatu środkowego Atlantyku oraz zasiadał w Komisji Ekumenicznej Stałej Komisji Biskupów Prawosławnych Ameryki.
W 1993 arcybiskup Filadelfii Kościoła Prawosławnego w Ameryce Herman (Swaiko) zaproponował mu podjęcie pracy wykładowcy w seminarium św. Tichona w South Canaan. Ks. Dahulich przyjął tę propozycję. W 2001 przeszedł w związku z tym w jurysdykcję Kościoła Prawosławnego w Ameryce. W seminarium wykładał etykę, homiletykę, Stary i Nowy Testament oraz teologię pastoralną. Od 2002 do 2010 był jego dziekanem.

### Biskup
24 sierpnia 2009 zjazd wiernych i duchowieństwa diecezji Nowego Jorku i New Jersey przedstawił jego kandydaturę na biskupa diecezjalnego. 22 września tego samego roku Sobór Biskupów Kościoła Prawosławnego w Ameryce udzielił mu oficjalnej nominacji biskupiej. 23 października 2009 ks. Dahulich złożył śluby zakonne w riasofor przed metropolitą całej Ameryki i Kanady Jonaszem. Ten sam duchowny przyjął od niego śluby małej schimy 30 marca 2010. Następnego dnia nadał mu godność archimandryty i nagrodził go mitrą.
8 maja 2010 miała miejsce jego chirotonia na biskupa Nowego Jorku i New Jersey.
9 lipca 2012 mianowany tymczasowym administratorem Kościoła Prawosławnego w Ameryce (razem z arcybiskupem Detroit Nataniel jako jego locum tenens), wobec rezygnacji z urzędu metropolity waszyngtońskiego Jonasza. W czasie XVII Soboru Wszechamerykańskiego, który miał za zadanie dokonać wyboru nowego metropolity, biskup Michał był jednym z kandydatów, którzy zmierzyli się w drugiej turze głosowania. Uzyskał 317 głosów, przegrywając z biskupem Filadelfii Tichonem, popartym przez 355 delegatów.
W 2015 otrzymał godność arcybiskupa.